# Umwerter

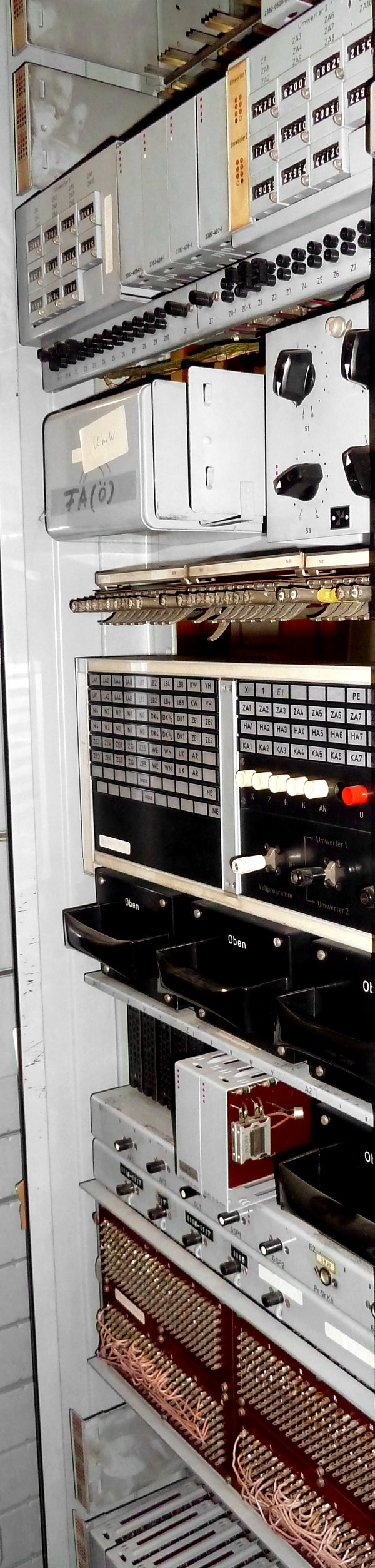
Umwerter Gestell aus dem deutschen Fernwahlsystem T62

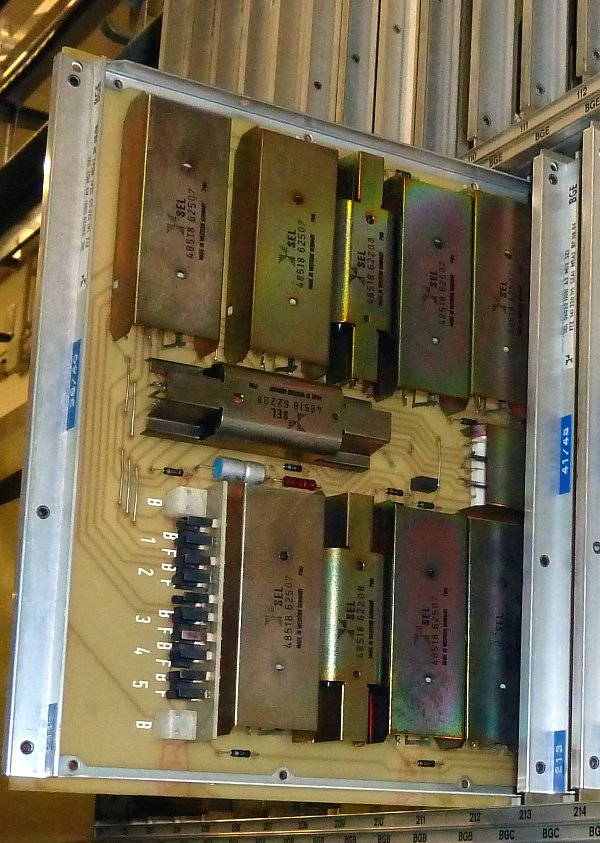
Umwerter69 Einschub mit SRK-Relais aus dem Fernwahlsystem T69

Der Umwerter ist bei analogen Vermittlungsstellen die zentrale Steuerstelle in einer Fernvermittlungsstelle und wurde in der deutschen Landesfernwahl eingesetzt. Die ersten Entwicklungen der Umwertung wurden ohne den Einsatz von Relais gemacht. Zur Steuerung wurden elektronische Bauelemente wie Dioden und Transistoren verwendet. Der Umwerter wurde in der Fernwahltechnik zuerst in den Hauptvermittlungsstellen eingesetzt. Seine Arbeitsweise war vollelektronisch ohne elektromechanische Teile.
In den späteren Ausführungen des Umwerters wurden zur Kennzahlenauswertung jedoch wieder Relais eingesetzt. Dazu wurden Relais mit Schutzgaskontakten in kleinen Glasröhrchen verwendet (Herkon-Relais).

## Aufbau
Seine Aufgabe ist es, die Anfragen eines Knoten- (KRg bzw. KRg 62) oder Hauptamt-Registers (HRg bzw. HRg 62) zu beantworten und dadurch dem Register den günstigsten Leitweg mitzuteilen. Gleichzeitig wird aus dem KRg auch der Tarif für die Gebührenzählung dem Zählimpulsgeber (ZIG) über einen Relaissuchwähler (RSW) für den Zoneneinstellwähler mitgeteilt. Bei dem Tarif wurde auch noch zwischen einem normalen Teilnehmeranschluss und einem Münzfernsprecher unterschieden.
Beim weiteren Ausbau des Fernwahlnetzes wurde der Umwerter auch in den Knotenvermittlungsstellen als Leitwegsteuerung  mit Verzonung eingesetzt.
Es war auch vorgesehen, bei Bedarf die Leitwegsteuerung mit Umwerten in den Zentralämtern als dritte Leitwegstufe einzuführen.
Von der Konstruktion her kann der Umwerter als Einzelanlage betrieben werden. Zur Sicherheit werden in einer Vermittlungsstelle jedoch immer zwei Umwerter eingebaut. Nur in sehr großen Fernvermittlungsstellen kommen auch drei Umwerter zum Einsatz.
Bei einer Anlage mit zwei Umwerten sind die zu den Registern führenden Ringkabel in zwei Gruppen aufgeteilt und mit jeweils einem Umwerter verbunden. Im Fehlerfall kann das Ringkabel sehr schnell auf den anderen Umwerter umgesteckt werden.
Die ersten Umwerter wurden nach dem System 62 gebaut und hatten noch keine Einschubplatinen. Erst die nachfolgende Generation nach dem System 69 wurden in der Regel als Einschubbauweise mit Platinen aufgestellt. Für die noch benötigten Relais für diverse Bündelabschaltungen werden aus Geschwindigkeitsgründen SRK (Schutzrohrkontakt)-Relais verwendet.
Vor der Einführung des Nahdienstes im Jahr 1980 bestand der Umwerter aus einem einzigen Gestellrahmen. Durch den Nahdienst wurden die Umwerter durch einen zweiten Gestellrahmen ergänzt. Die Aufgaben wie Auswertung, Verzonung und Leitwegaufgaben wurden dann auf diese zwei Gestellrahmen aufgeteilt. Auf dem ersten Gestellrahmen, dem Grundgestellrahmen, wurden die Leitweg- und Sonderausgaben ermittelt. Auf dem neuen zweiten Gestellrahmen, dem Zusatzgestellrahmen, wurden die Aufgaben für die Verzonung untergebracht. Der Zusatzgestellrahmen wurde dabei nicht mehr in der Technik 62, sondern bereits in der moderneren Technik 69 aufgebaut.

## Funktionsgruppen in einem Umwerter
- Prüfvielfach
- Kennzahlenschaltfeld für die Eingabe
- Kennzahlenauswertung
- Auswerteschaltfeld für die Ausgabe

Das Prüfvielfach stellt sicher, dass sich zur gleichen Zeit nur ein Register über das Ringkabel an den Umwerter anschalten kann. Durch die elektronische Arbeitsweise dauert eine Anfrage an den Umwerter im Durchschnitt nur 80 ms. Durch diese schnelle Arbeitsweise kann ein einzelner Umwerter ca. 20.000 Anfragen in der Stunde ausführen.
Die Eingabe- und Ausgabeleitungen sind so ähnlich wie Koordinatenschaltfelder aufgebaut. Für alle möglichen Ziffernkombinationen werden am Kreuzungspunkt die Verbindungen durch Dioden hergestellt. Es handelt sich dabei in der Regel um eine 4-fache UND-Verknüpfung.
Zur Einsparen von Bauteilen können auch sogenannte Fülladern mit der Bezeichnung HF und KF als Ersatz für eine ganze Zifferngruppe eingesetzt werden.
Die Eingabe der Information zum Umwerter für die ersten 3 Ziffern, der Z-, H- und K-Ziffer, erfolgt als Paralleleingabe, dazu sind 3 × 10 Eingangsleitungen vorhanden. Es gibt noch eine Eingabegruppe A mit 2 Leitungen für die Auswertung der ersten Ziffer, wenn diese den Wert 1 hat, und zur Unterscheidung von ein- oder zweistelligen ZA-Ziffern, wo für die Auswertung nicht 3, sondern 4 Ziffern benötigt werden.
Die Rangierung der einzelnen Ziffergruppen erfolgt in einzelnen Zeilen. Falls mehrere Zifferngruppen zu den genau gleichen Ergebnissen hinsichtlich der Zone und des Leitweges führen, können diese in einer Zeile zusammengefasst werden.
Für die Beschaltung stehen maximal 180 Zeilen zur Verfügung. Diese Anzahl ist auch für die größten Vermittlungsstellen für die Auswertung incl. des Nahdienstes ausreichend.
Die Auswertung der Kennzahlen wird im Grundgestellrahmen durchgeführt. Es handelt sich dabei um UND-Schaltungen mit 4 Eingängen. Dabei muss an jeder Eingangsgruppe A bis D in einer Zeile mindestens eine Markierleitung rangiert sein.
Für die Leitungen der Eingangsgruppe B und C läuft der Stromkreis über die beiden Relais Z und H und über die Gruppe D im KRg. Durch die beiden Kontakte z und h der Auswerterelais wird das Potential Erde der Eingabegruppe A zum Ausgangteil der betroffenen Zeile durchgeschaltet und über die Auswerterangierung wird das zugehörige Ergebnis-Relais im KRg zum Anzug gebracht.
Um die Kontakte der Relais zu schonen, wird erst mit einer kurzen Verzögerung von 12 ms durchgeschaltet. Die Relais für die Auswertung schließen dadurch im stromlosen Zustand, was die Lebensdauer erhöht. Aus dem gleichen Grund werden die Kontakte auch im stromlosen Zustand wieder geöffnet. Die Ergebnisrelais im KRg halten sich dabei über einen eigenen Kontakt.
Es wurden auch verschiedene Kontrollrangierungen und Überwachungsrelais eingebaut. Dadurch werden die meisten Ausgaben des Umwerters auf logische Weise geprüft. Im Fehlerfall wird die Verbindung zum KRg abgetrennt und ein Alarm angeschaltet.
Im Zusatz-GR findet die Kennzahlenauswertung statt. Dazu stehen vier Eingabegruppen zur Auswertung der Ziffern der Ortnetzkennzahl bereit. Über einen fünften Eingang wird der Ursprung des rufenden Teilnehmers ermittelt. Damit wird die Verzonung des Nahdienstes auf der Ebene von EVSt zu EVSt durchgeführt.
Damit der Umwerter eine Aussage über den günstigsten Leitweg machen kann, erhält er über die Bündelabschaltung davon die Information durch die GA-Relais. Das ist dann der Fall, wenn auf einem bestimmten QW (Querweg) alle Leitungen besetzt sind.
Wenn diese Querrichtung mit Überlauf betrieben wird, wird von Umwerter dann sofort durch die aktive Zeilenschaltung eine andere Aussage gemacht. Dabei kann auch ein mehrfacher Überlauf stattfinden.